# Aeshna affinis
Aeshna affinis là loài chuồn chuồn trong họ Aeshnidae. Loài này được Vander Linden mô tả khoa học đầu tiên năm 1820.

## Hình ảnh

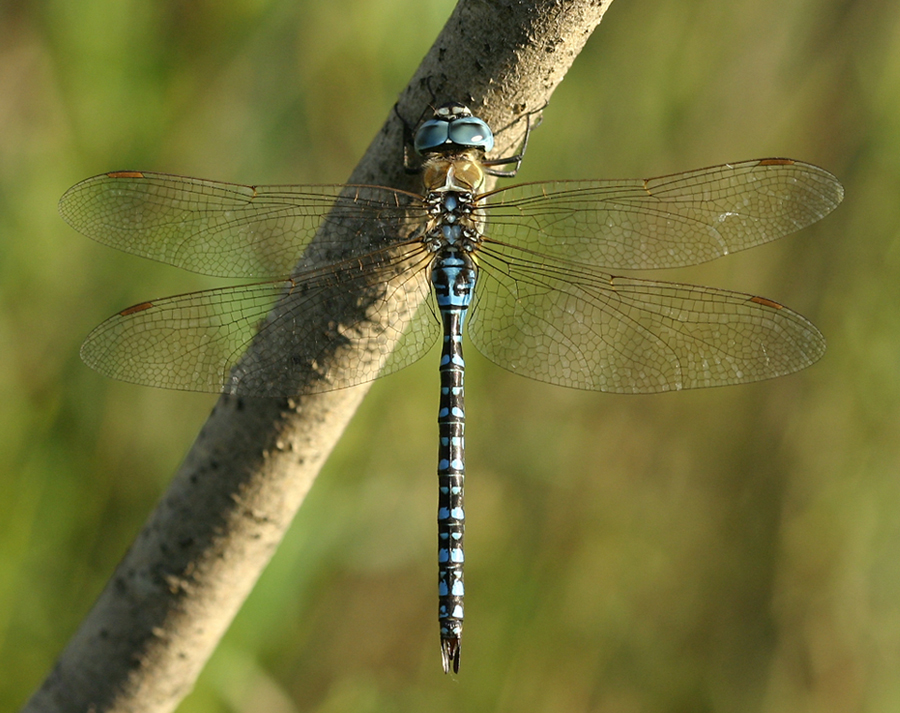
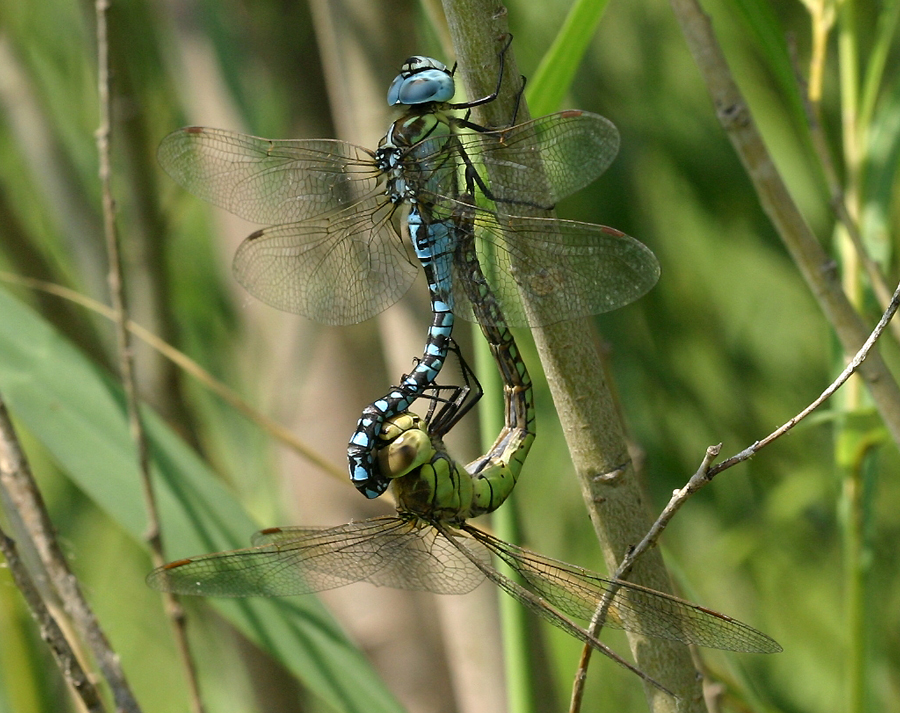
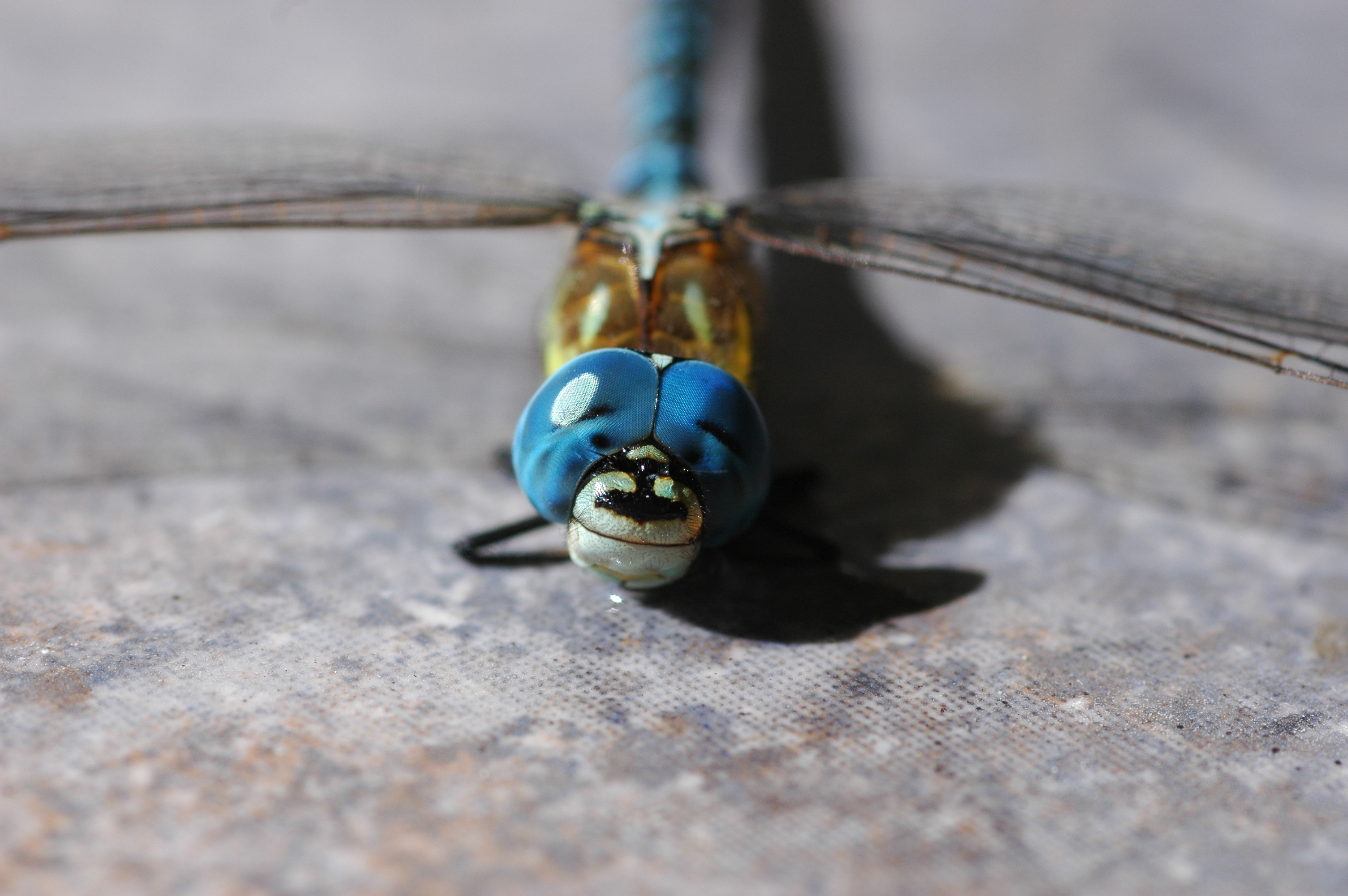
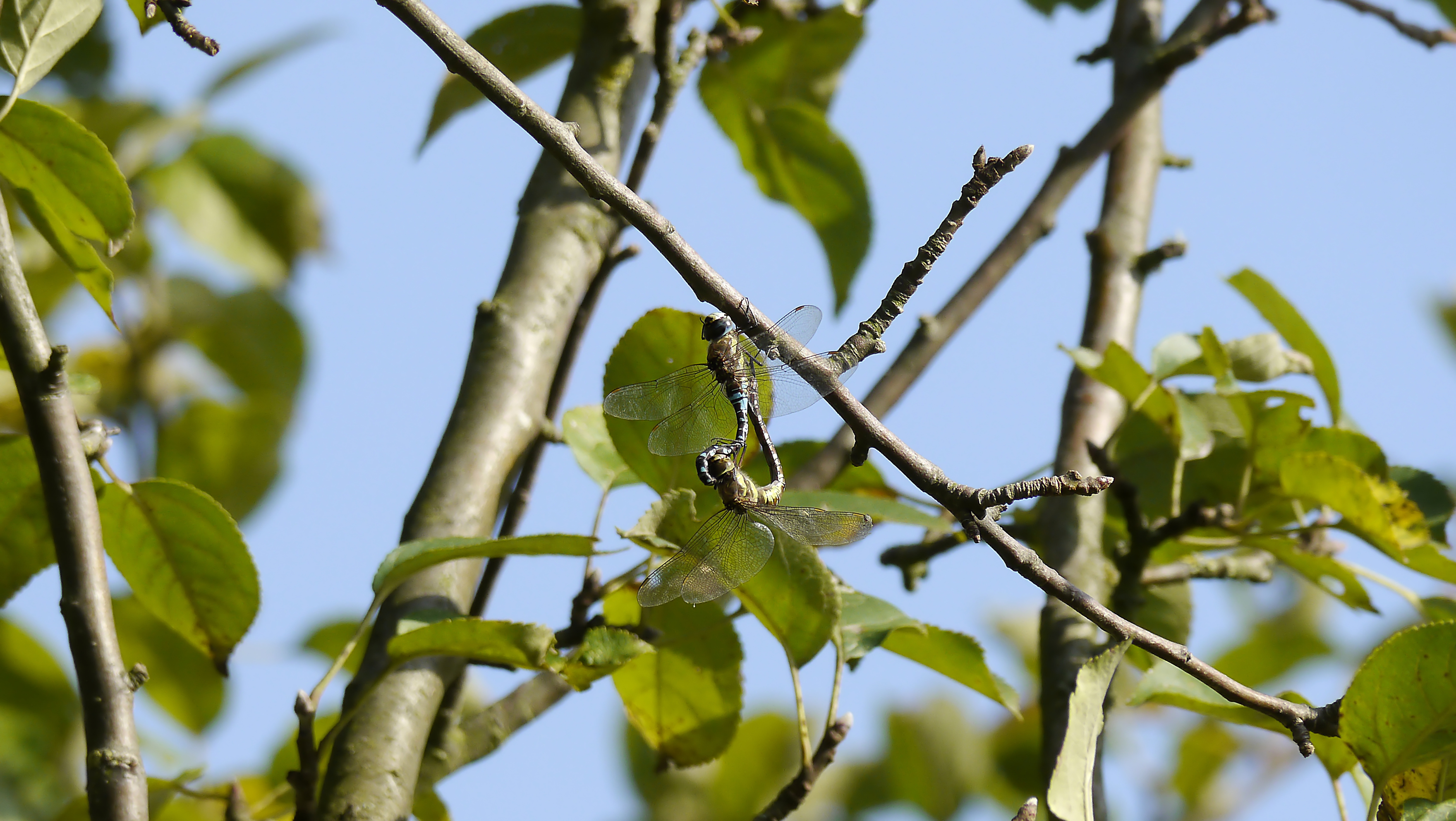
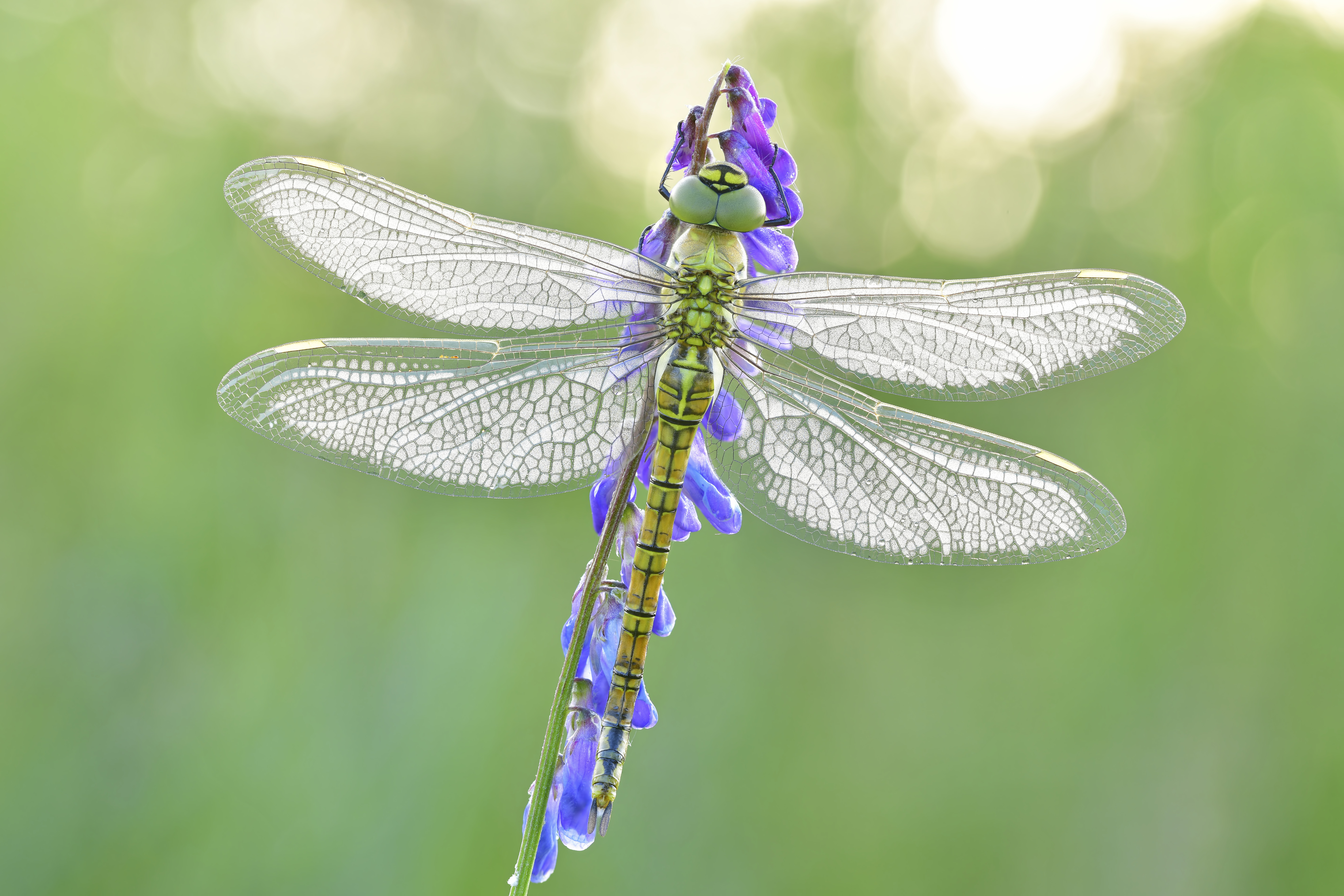